# Awled Moufida
Awled Moufida (arabe : أولاد مفيدة, littéralement Les Fils de Moufida, est un feuilleton télévisé social tunisien en quatorze épisodes de 41 minutes diffusés sur El Hiwar El Tounsi durant le ramadan 2015. Il est écrit et dialogué par Sami Fehri et Sadok Halwes, et réalisé par Fehri. Une deuxième saison de 21 épisodes est diffusée durant le ramadan 2016. Une troisième saison de quatorze épisodes est diffusée durant le ramadan 2017. Une quatrième saison de onze épisodes est diffusée durant le ramadan 2019 puis une cinquième et dernière saison de vingt épisodes est diffusée pendant le ramadan 2020.

## Synopsis
La série se concentre sur les problèmes familiaux, sociaux et conjugaux (racisme, relations hors mariage, enfants naturels, adultère, agression des femmes, pauvreté, etc.).
Moufida est une femme tunisienne qui travaille dans le restaurant qu'elle a hérité de son père et vit avec ses trois fils et son mari alcoolique. À cause de l'attitude irresponsable de son mari, elle tombe amoureuse de Sherif, un ami proche de son mari, et donne naissance à son enfant. Ce dernier décide après six ans de relation secrète de rompre avec elle et de quitter le pays pour aller travailler en France, tout en sachant qu'il est le père de l'un de ses fils ; il devient alors multimillionnaire.
Vingt ans après son départ, il revient lorsqu'on lui diagnostique un cancer en phase terminale, avec une espérance de vie estimée à six mois, afin de savoir qui est son fils pour qu'il hérite de toute sa fortune. Là, il décide de tout tenter pour atteindre son but. Après plusieurs péripéties, l'un des fils de Moufida apprend qu'il s'agit de son grand frère Badr, deux fois champion de Tunisie de boxe anglaise. Il décide alors de le lui dire mais sa femme le convainc de se faire passer pour le fils de Sherif pour lui voler sa fortune après sa mort.

## Distribution

### Acteurs principaux
- Wahida Dridi : Moufida
- Yassine Ben Gamra : Badr
- Nidhal Saadi (ar) : Bayrem
- Nassim Ziadia : Brahim
- Nedra Lamloum : Latifa, la sœur de Moufida
- Fethi Haddaoui : Hadj Boubaker (saisons 4-5)
- Azza Slimene : Zina, la fille de Hadj Boubaker (saisons 4-5)
- Kabil Sayari : Ismail, le fils de Hadj Boubaker (saisons 4-5)
- Amine Ben Salah : Aymen, le fils de Hadj Boubaker (saisons 4-5)
- Moez Gdiri : un policier (saisons 4-5)
- Myriem Boukadida : Sophie, une escort (saisons 4-5)
- Najla Ben Abdallah : une avocate (saisons 4-5)

### Acteurs secondaires
- Atef Ben Hassine : Mounir (saison 1)
- Marwa Agrebi : Lilia (saisons 1-2)
- Salma Mahjoubi : Inès (saisons 1-2)
- Hichem Rostom : Sherif (saisons 1-2-3-4)
- Ahmed Landolsi : Zied (saisons 1-2-3)
- Slah Msadek : Raouf (saisons 1-2-3)
- Aïcha Fehri : la fille de Latifa (saisons 1-2-3)
- Khadija Fehri : la fille de Latifa (saisons 1-2-3)
- Ali Bennour : Hédi (saisons 1-2)
- Sihem Msadek : Mongia (saison 1)
- Fethi Mselmani : Rafik, le père de Lilia et Inès (saisons 1-2)
- Dorsaf Mamlouk : Alya, la mère de Lilia et Inès (saisons 1-2)
- Leïla Ben Khalifa (saison 1), Mariem Ben Chaâbane (saison 2) et Rym Ben Messaoud (saison 3) : Hasna
- Jamila Chihi : femme de Hédi (saisons 1-2)
- Houssem Sahli : Moncef (saisons 1-2)
- Kaouther Belhaj : Chahla (saisons 1-2)
- Mohamed Sayari : Naceur, le père de Zied (saisons 1-2-3)
- Mongia Taboubi : mère de Mounir (saisons 1-2)
- Zeineb Amine : mère de Zied (saison 1)
- Asma Othmani (saison 2)
- Sonya Guembri : Linda, petite amie de Brahim (saisons 2-3)
- Sami Temimi : père de Linda (saison 2)
- Meriem Tekaya : mère française de Linda (saison 2)
- Asem Trabelsi (saison 2)
- Assawer Ben Mohamed : Bouchra (saison 2)
- Neji Nejah : Sadok (saison 3)
- Amel Alouane : Sonia, la femme de Sadok (saison 3)
- Bilel Beji : Omar, le fils de Sadok (saison 3)
- Maram Ben Aziza : Nour, la fille de Sadok (saison 3)
- Beya Zardi : mère de Nour (saison 3)
- Fathi Akkari : grand-père de Omar (saison 3)
- Bassem Hamraoui : peintre et professeur de mathématiques (saison 3)
- Faycel Lahdiri : Houssem, le convoyeur de fonds (saison 3)
- Tarek Baalouch (saison 3)
- Amir Tlili : « Double puce » (saison 3)
- Arbi Mezni : Jalel, ami de Brahim (saison 3)
- Lobna Sdiri : Rabia (saison 3)
- Mohamed Akkari : le dentiste (saison 3)
- Safouène Mihoubi : Ben Salem (saison 4)
- Youssef Sidaoui : contrebandier (saison 3)
- Taoufik El Ayeb : entraîneur de boxe de Brahim (saison 4)
- Mohamed Dhrif (saisons 4-5)
- Oumayma Meherzi : ancienne femme de Sofiane (saisons 4-5)
- Cheb Bachir : Jamel, dealer qui a été jeté du toit d'un immeuble après avoir parlé avec Sofiane (saison 4)
- Khalil Jemaiel : nouveau mari de l'ancienne femme de Sofiane (saisons 4-5)
- Latifa Gafsi : mère de Jamel (saisons 4-5)
- Leïla Trabelsi (saisons 4-5)
- Sara Hanachi : Samah, femme du policier tué par Bayrem (saison 5)
- Eya Assas : Malek, femme de Badr (saison 5)
- Halim Yousfi : Dalel, frère de Samah, chauffeur de taxi et associé de Bayrem (saison 5)
- Sanfara : Ahmed El Aouni alias El Rajel, dealer et associé d'Aymen (saison 5)
- Rania Gabsi : Achwek, prisonnière qui a initié Zina à la drogue (saison 5)
- Jihed Cherni : indicateur de Sofiane (saison 5)
- Mohamed Dahech : médecin qui a sauvé Zina d'une overdose (saison 5)
- Habib Zrafi (saison 5)
- Amel Baccouche : mère de Samah et Dalel (saison 5)
- Mohamed Ali Dammak (saison 5)

## Diffusion
La série est diffusée pour la première fois le 18 juin 2015, au début du mois du ramadan, et compte quatorze épisodes.
Le 23 juin 2015, la Haute Autorité indépendante de la communication audiovisuelle (HAICA) considère que cette série peut être choquante pour une certaine catégorie de Tunisiens et demande à la chaîne d'afficher la formule « interdit aux moins de 12 ans » avant la diffusion et ce pendant dix secondes, en plus de l'insertion tout au long de la série, du signal -12. La HAICA appelle également la chaîne à ne pas diffuser le feuilleton avant 22 heures.

## Musique
La musique du générique est le titre Ya donia yezzina interprété par Balti et Chirine Lajmi.